# Dicranomyia patens
Dicranomyia patens là một loài ruồi trong họ Limoniidae. Chúng phân bố ở miền Cổ bắc.